# Brad Park
Douglas Bradford Park, född 6 juli 1948 i Toronto, Ontario, är en kanadensisk före detta professionell ishockeyspelare och ishockeytränare som spelade i NHL för New York Rangers, Boston Bruins och Detroit Red Wings åren 1968–1985.

## Karriär
Brad Park var en av sin generations bästa backar och valdes till NHL First All-Star Team säsongerna 1969–70, 1971–72, 1973–74, 1975–76 och 1977–78. Park fick dock stå i skuggan av Bobby Orr och senare Denis Potvin och vann på grund av dessa två spelare aldrig Norris Trophy som ligans bästa back. Park slutade tvåa i omröstningen till Norris Trophy sex gånger; 1969–70, 1970–71, 1971–72 och 1973–74 bakom Orr samt 1975–76 och 1977–78 bakom Potvin.
Säsongen 1985–86 tränade Park Detroit Red Wings under 45 matcher.

## Statistik
| 1965–66 | Toronto Marlboros | OHA | 33   | 0   | 14  | 14  | 48   | —   | —  | —  | —   | —   |
| 1966–67 | Toronto Marlboros | OHA | 28   | 4   | 15  | 19  | 73   | —   | —  | —  | —   | —   |
| 1967–68 | Toronto Marlboros | OHA | 50   | 10  | 33  | 43  | 120  | —   | —  | —  | —   | —   |
| 1968–69 | Buffalo Bisons    | AHL | 17   | 2   | 12  | 14  | 49   | —   | —  | —  | —   | —   |
| 1968–69 | New York Rangers  | NHL | 54   | 3   | 23  | 26  | 70   | 4   | 0  | 2  | 2   | 7   |
| 1969–70 | New York Rangers  | NHL | 60   | 11  | 26  | 37  | 98   | 5   | 1  | 2  | 3   | 11  |
| 1970–71 | New York Rangers  | NHL | 68   | 7   | 37  | 44  | 114  | 13  | 0  | 4  | 4   | 42  |
| 1971–72 | New York Rangers  | NHL | 75   | 24  | 49  | 73  | 130  | 16  | 4  | 7  | 11  | 21  |
| 1972–73 | New York Rangers  | NHL | 52   | 10  | 43  | 53  | 51   | 10  | 2  | 5  | 7   | 8   |
| 1973–74 | New York Rangers  | NHL | 78   | 25  | 57  | 82  | 148  | 13  | 4  | 8  | 12  | 38  |
| 1974–75 | New York Rangers  | NHL | 65   | 13  | 44  | 57  | 104  | 3   | 1  | 4  | 5   | 2   |
| 1975–76 | New York Rangers  | NHL | 13   | 2   | 4   | 6   | 23   | —   | —  | —  | —   | —   |
| 1975–76 | Boston Bruins     | NHL | 43   | 16  | 37  | 53  | 95   | 11  | 3  | 8  | 11  | 14  |
| 1976–77 | Boston Bruins     | NHL | 77   | 12  | 55  | 67  | 67   | 14  | 2  | 10 | 12  | 4   |
| 1977–78 | Boston Bruins     | NHL | 80   | 22  | 57  | 79  | 79   | 15  | 9  | 11 | 20  | 14  |
| 1978–79 | Boston Bruins     | NHL | 40   | 7   | 32  | 39  | 10   | 11  | 1  | 4  | 5   | 8   |
| 1979–80 | Boston Bruins     | NHL | 32   | 5   | 16  | 21  | 27   | 10  | 3  | 6  | 9   | 4   |
| 1980–81 | Boston Bruins     | NHL | 78   | 14  | 52  | 66  | 111  | 3   | 1  | 3  | 4   | 11  |
| 1981–82 | Boston Bruins     | NHL | 75   | 14  | 42  | 56  | 82   | 11  | 1  | 4  | 5   | 4   |
| 1982–83 | Boston Bruins     | NHL | 76   | 10  | 26  | 36  | 82   | 16  | 3  | 9  | 12  | 18  |
| 1983–84 | Detroit Red Wings | NHL | 80   | 5   | 53  | 58  | 85   | 3   | 0  | 3  | 3   | 0   |
| 1984–85 | Detroit Red Wings | NHL | 67   | 13  | 30  | 43  | 53   | 3   | 0  | 0  | 0   | 11  |
|         | NHL totalt        |     | 1113 | 213 | 683 | 896 | 1429 | 161 | 35 | 90 | 125 | 217 |